# 현기순
현기순(玄己順, 1919년 11월 20일~2014년 9월 6일)은 대한민국의 정치인이다. 제10대 국회의원을 지냈다.

## 학력
- 경기여고 졸업
- 경성여자사범학교 강습과 전문학사
- 서울대 가정교육학과 학사
- 미국 오하이오 오스리안 대학 가정과 석사
- 미국 오크라마 주립대학 대학원 석사

## 경력
- 서울대 교수, 가정대학 학장, 서울대 명예교수
- 대한가정학회 이사 회장 고문
- 국립의료원 영양과장
- 농진청 생활 개선과장
- 여성 저축생활 중앙회 회장
- 서울시 교육위원 10대 국회의원
- 국제존타클럽 회장 한국대표

## 역대 선거 결과
|  | 0% |

|  | 7.54% |